# Hjärnbark

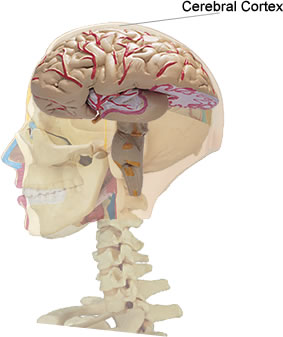
Hjärnbarkens position i hjärnan

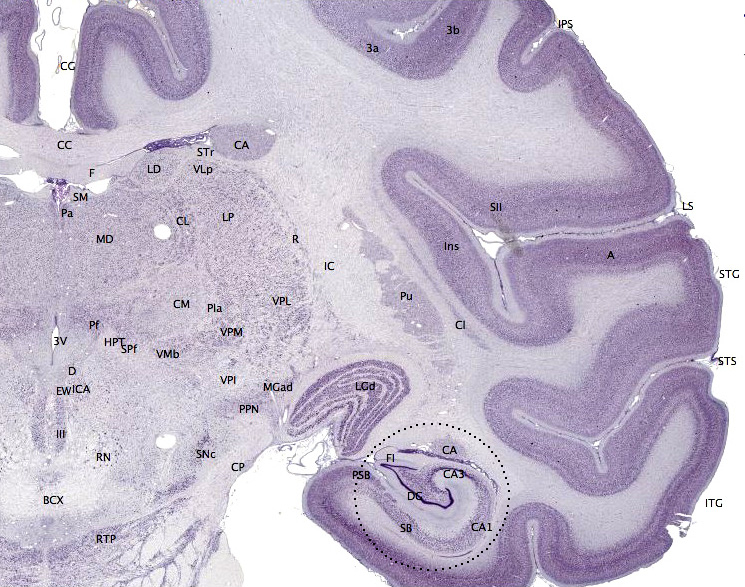
Tvärsnitt av ytskiktet i storhjärnan på en makak. Hjärnbarken är markerad med mörkviolett.

Hjärnbarken (cerebrala cortex, cortex cerebri eller bara cortex) är det yttre skiktet av storhjärnan, en del av hjärnan som finns hos alla ryggradsdjur.  Det omtalas ofta som grå substans, men i en levande hjärna är den snarare rosa – ordet "grå substans" kommer ifrån att en icke levande hjärnbark blir grå då den lagras. Grå substans består främst av nervcellskroppar medan den vita substansen huvudsakligen består av myeliniserade axon som sköter kommunikationen mellan nervceller. Den mänskliga hjärnbarken är veckad och ungefär 3–5 mm tjock.
Hjärnbarken är involverad i många av de mer komplexa funktionerna i hjärnan, som minne, uppmärksamhet, tänkande och språk.

## Hjärnbarkens lager
Hjärnbarken har ett yttre lager av grå substans som innehåller nervcellskroppar med utskott och innanför detta vit substans, som bara består av utskott. Den grå substansen är några millimeter tjock och omfattar sex olika lager från ytan till vit substans:
1. Lamina molecularis, består till största delen av parallellgående fibrer (axoner och dendriter). Antalet nervceller är litet och de består mest av kornceller. Dock finns en del gliaceller.
2. Lamina granularis externa, som framför allt innehåller mindre kornceller. Detta lager, tillsammans med lager nr. 3, tar emot signaler från talamus, integrerar dessa och skickar ut impulser till andra delar av talamus tillsammans med lager 3 och 4.
3. Lamina pyramidalis externa, är ett avsnitt, inte särskilt skarpt avgränsat från lamina granularis externa, som innehåller pyramidceller. Dessa har fått sitt namn från sin spetsiga form och är betydligt större än korncellerna.
4. Lamina granularis interna, består av kornceller. I detta lager så fungerar dessa som så kallade interneuron, med retande och hämmande funktion.
5. Lamina pyramidalis interna (ganglionaris) som innehåller pyramidceller större än de i lager 3. Hos motoriskt cortex syns i detta lager även de så kallade betzka jättecellerna.
6. Lamina multiformis innehåller bland annat spolformiga, fusiforma, celler.
7. (vit substans tar vid)

Motorisk bark är avsevärt tjockare än sensorisk bark i sin helhet, men tjockleken varierar i lagren hos de bägge barkavsnitten. I motorisk bark är L III och V tjockare, medan L II och IV är tjockare i de sensoriska avsnitten. Det är där nervcellernas antal minskar avsevärt hos lager III och V som man ser övergången mellan de olika avsnitten. Vit substans innehåller axoner, dendriter, gliaceller och blodkärl.

## Gyrus och sulcus

Gyrus och sulcus.

Hjärnbarken är veckad hos alla högre däggdjur. Detta skapar vindlingar som kallas gyrus (plural: gyri), och fåror som kallas sulcus (plural: sulci). Denna veckning ökar den totala arean av hjärnbarken.
Man har sett att åldrande leder till vidgning av fårorna (sulci), till följd av minskade vindlingar (gyri), detta korrelerar också med den nedgång i kognitiv förmåga som följer normalt åldrande.

## Lober

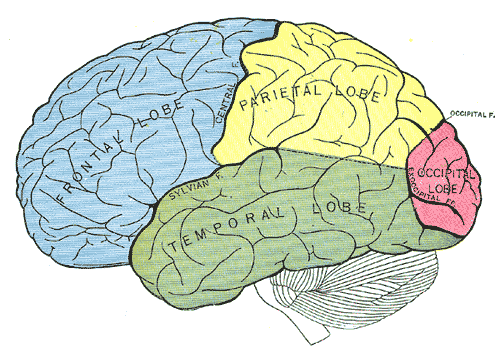
Hjärnans olika lober (insula ej i bild).

Hjärnbarken delas vanligen in i två hjärnhalvor (hemisfärer). Dessa delas in i fyra eller fem lober:
- Pannloben, eller frontalloben,
- Hjässloben, eller parietalloben,
- Nackloben, eller occipitalloben,
- Tinningloben, eller temporalloben, samt
- Insula, eller insulära loben (räknas ibland som del av tinningloben).